# Темницталь
Темницталь (нем. Temnitztal) — община в Германии, в земле Бранденбург.
Входит в состав района Восточный Пригниц-Руппин. Подчиняется управлению Темниц. Население составляет 1547 человек (на 31 декабря 2010 года). Занимает площадь 51,95 км².
Коммуна подразделяется на 6 сельских округов.
| Год  | Население |
| ---- | --------- |
| 2005 | 1704      |
| 2010 | 1589      |

## Фотографии
- Река Темниц
- Гарц, средневековая башня
- Гарц, усадебный дом
- Гарц, церковь
- Rittergut Lüchfeld um 1860, Sammlung Alexander Duncker
- Kirche Sankt Nicolaus in Wildberg
- Dorfkirche Kerzlin
- Vorlaubenhaus in Garz
- Herrenhaus derer von Quast in Vichel
- Kirche in Vichel
- Kirche in Lüchfeld
- Kirche in Küdow